# 麻栗坡瘰螈
麻栗坡瘰螈（学名：Paramesotriton malipoensis），一种于中华人民共和国云南省东南部麻栗坡县老君山自然保护区发现的蝾螈，隶属于蝾螈科瘰螈属。

## 形态特征
麻栗坡瘰螈全长约110mm，尾长几乎与头体长相等。通体呈黑褐色，身体背侧沿侧棱各有一串明显的橘红色或棕黄色细小点斑至尾中部两侧；腹面具有较为密集的不规则的橘红色或橘黄色斑点。